# مطعم سفري

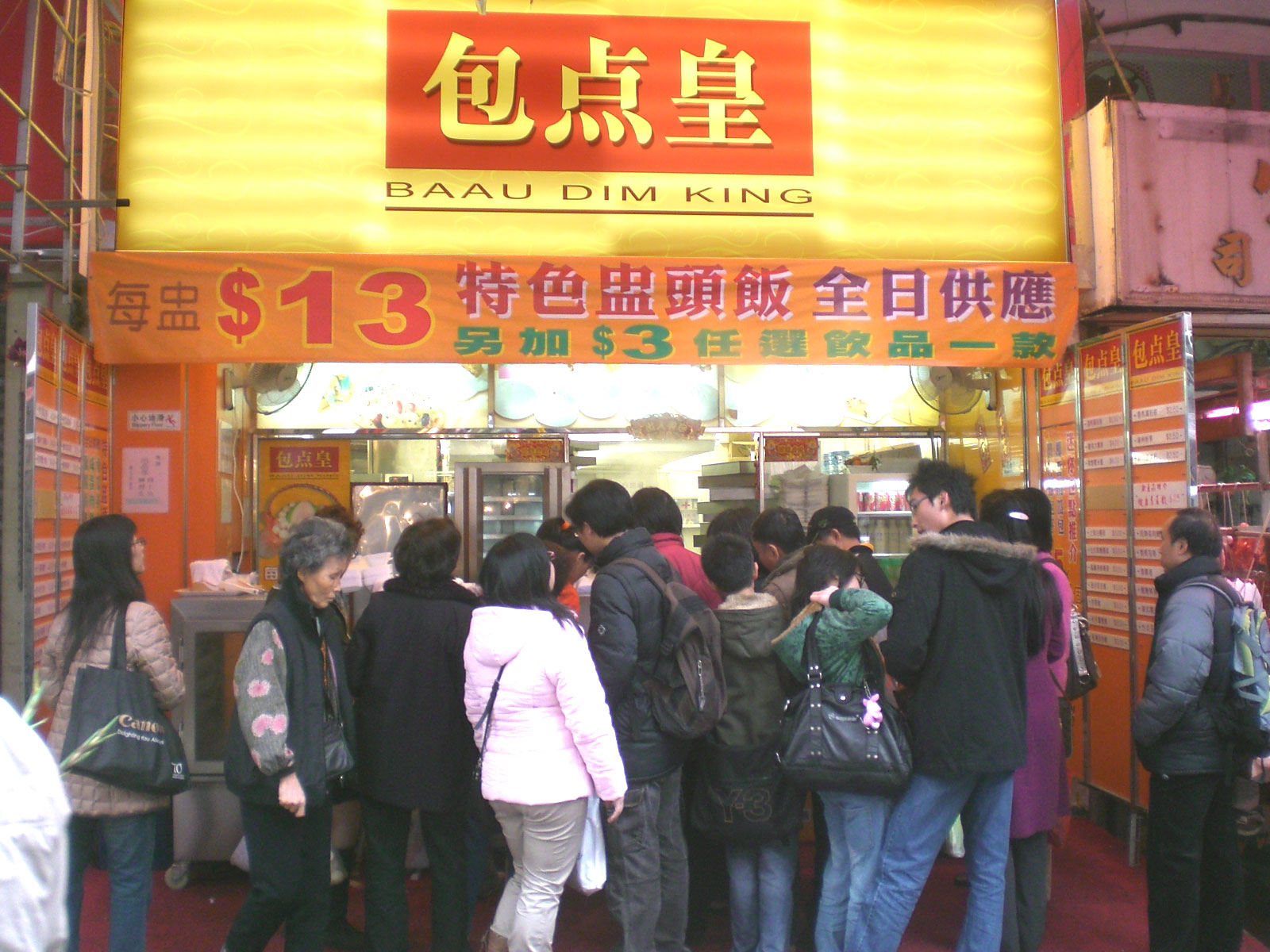
مطعم سفري في الصين.

معطم سفري وصف للمطاعم التي لا توفر إمكانية الأكل للزبائن في مكان شراء الأطعمة، فلا يكون لها مقاعد يمكن للزبائن أن يجلسوا عليها ويأكلوا حتى ينتهوا، بل يأخذون الطعام معهم إلى مكان آخر ليأكلوه.